# Goethe in de Campagna
Goethe in de Campagna (Duits: Goethe in der Campagna, ook wel Goethe in der römischen Campagna) is een classicistisch schilderij uit 1787 van de Duitse kunstschilder Johann Heinrich Wilhelm Tischbein, in olieverf op linnen, 164 bij 206 centimeter groot. Geportretteerd wordt de dichter-schrijver Johann Wolfgang von Goethe tijdens zijn Italië-reis in 1786-1787. Sinds 1887 is het schilderij in het bezit van het Städel Museum in Goethes geboortestad Frankfurt. 

## Ontstaan
Goethe vertrok in september 1786, toen hij naast zijn schrijverschap ook een ministerspost te Weimar vervulde, van de ene dag op de andere naar Rome, zonder het bij iemand te melden. Redenen voor zijn vertrek worden door historici gezocht in de impasse waarin hij zich op dat moment met zijn schrijverschap bevond (na het vroege succes van zijn Werther en Götz von Berlichingen bleven diverse werken, waaronder zijn Faust, in deze periode onvoltooid) en spanningen in zijn relatie met hofdame Charlotte von Stein. Zijn keuze voor Rome paste geheel in de tijdgeest: veel Duitse kunstenaars zochten daar in die tijd de rust en eenvoudige sereniteit van de klassieke oudheid, als een reactie op recente kunststromingen als de barok en rococo. Zo ook Tischbein, bij wie Goethe na aankomst introk en met wie hij gedurende drie maanden innig bevriend zou zijn.

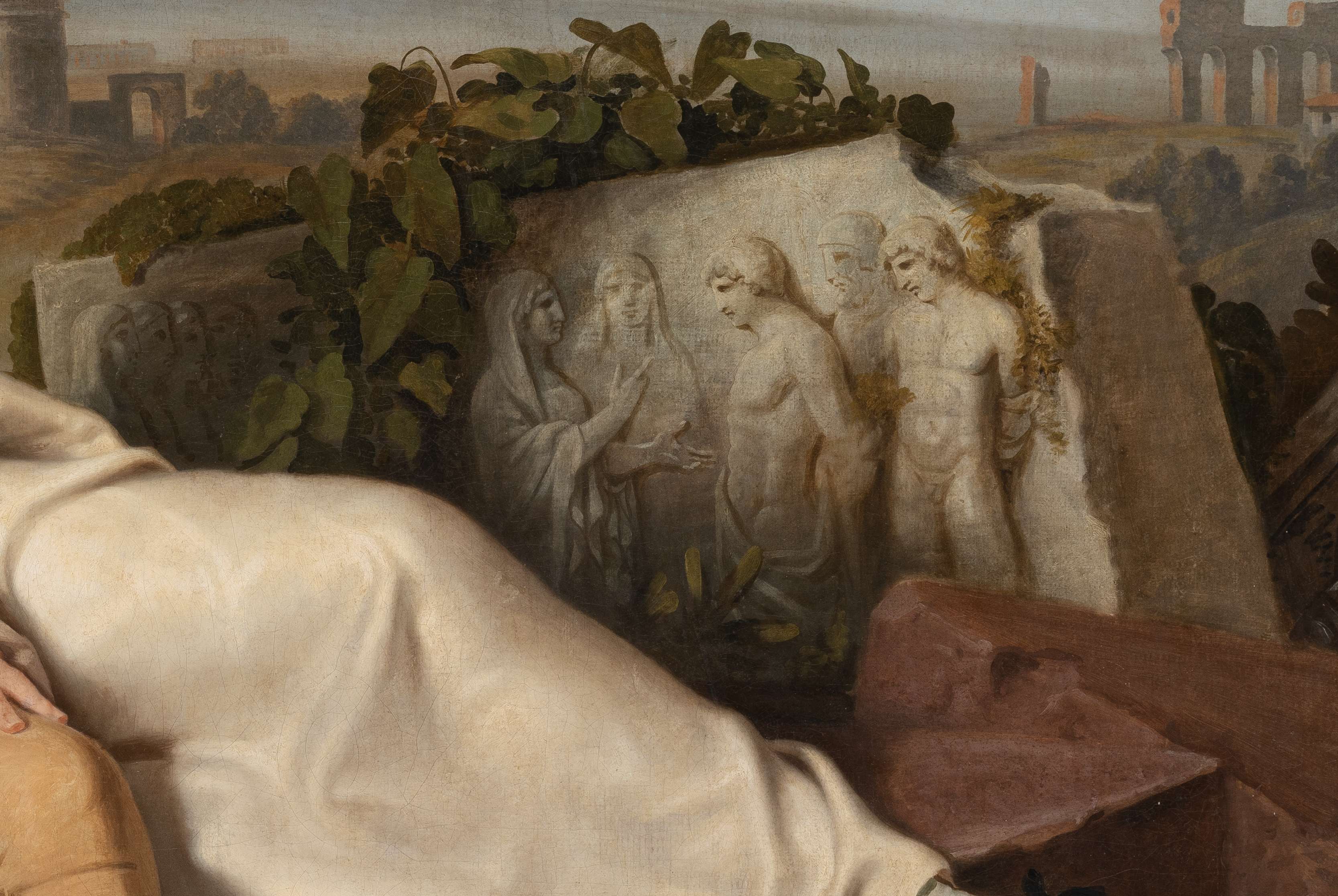
Reliëf van Iphigenie die haar broer Orest herkent, hetgeen leidt tot zijn bevrijding

Welbeschouwd echter reisde Goethe niet zozeer naar Rome om de oudheid te bestuderen, maar vooral vanuit een zoektocht naar zichzelf, op zoek naar een nieuw evenwicht, naar een innerlijke transformatie, hetgeen als een van de kernpunten van het Goethiaanse leren kan worden beschouwd. Hij werkte in die tijd aan zijn drama in verzen Iphgenie, waaruit hij stukken voorlas aan Tischbein. Het stuk verhaalt van Iphigenie die haar broer Orestes bevrijdt van de vloek en achtervolgingen door de godinnen der wraak, een mythe waarin Goethe zijn gemoedstoestand herkende. Tischbein is erg onder de indruk en laat het tafereel terugkeren in zijn portret van Goethe op het reliëf achter zijn linkerbeen.

## Portrettering

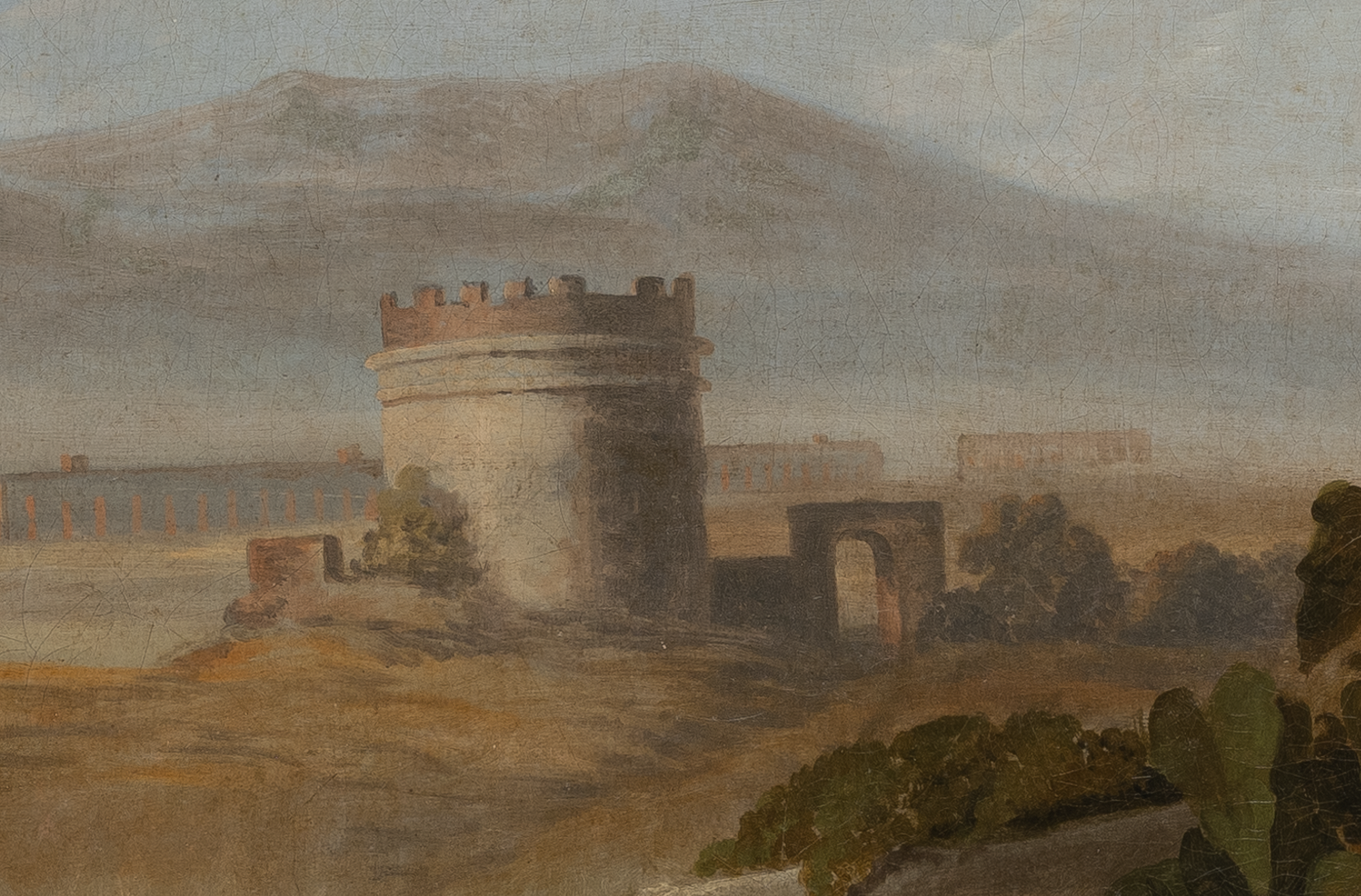
Tombe van Caecilia Metella, symbool voor sterfelijkheid, overschaduwd door de Goethe-figuur

Tischbein portretteert Goethe levensgroot met een breedgerande hoed, zoals die toentertijd in de mode was onder Duitse kunstenaars in Rome. De hoed hangt als een aureool om zijn hoofd, vergroot zijn gelaat en laat zijn profiel beter uitkomen. Goethe wordt uitgebeeld als een geïdealiseerde, bijna bovenaardse persoon. Slechts één voet raakt de grond en het lijkt bijna of hij zweeft. Zijn blik staat op oneindig. De klassiek-Romeinse elementen in het landschap (waaronder de tombe van Caecilia Metella, symbool voor de sterfelijkheid) worden teruggebracht tot het niveau van decoraties; Goethes denken gaat dieper dan het decorum, zo lijkt het portret uit te drukken: hij is te zeer gevangen in zijn gedachten om er aandacht aan te geven.
Anderzijds toont Tischbein duidelijk geen rusteloze Goethe, die worstelt met zichzelf. Het is ook niet geheel zeker of Tischbein wel op de hoogte was van al diens zorgen, zeker waar ze zijn privéleven betroffen. Wel wordt uit zijn memoires duidelijk dat hij een enorme verering voor Goethe voelde, die onmiskenbaar van het doek afstraalt: Goethe als man van groot inzicht. 

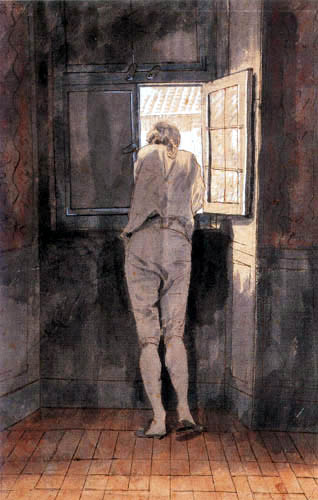
Goethe aan het raam, schets van Tischbein vanuit hun woning in Rome, waaruit hun innige vriendschappelijke betrekking mag blijken

## Einde van de vriendschap
De intense vriendschap tussen Tischbein en Goethe zou echter na drie maanden tot een einde komen. De karakters van beide kunstenaars bleken te zeer te verschillen om levenslang aan elkaar gehecht te blijven. Goethe stoorde zich aan Tischbeins onvoldoende toewijding aan het kunstenaarsvak, Tischbein voelde zich door Goethe afgewezen en zou zijn meesterwerk in latere correspondentie nooit meer aanhalen. Toen Goethe uiteindelijk doorreisde naar Sicilië was er geenszins sprake meer van een goede verstandhouding. Hij zou het portret uiteindelijk nooit in een afgeronde staat onder ogen krijgen.

## Waardering
Niettegenstaande zijn latere verzwijging van Goethe in de Campagna wordt het werk heden ten dage gezien als het enige echte meesterwerk van Tischbein, feitelijk als hét werk waarmee hij zich een belangrijke plaats in de kunstgeschiedenis heeft verworven. In Duitsland geldt het werk als een icoon van de nationale schilderkunst. Het wordt wel beschouwd als hét symbool van Duitslands klassieke humanistische ideaal: 'der Deutsche Geist'. Nagenoeg iedere Duitser met enige basisopleiding heeft het weleens onder ogen gehad.
In 1887 werd het schilderij door de particuliere verzamelaarster Adèle von Rothschild geschonken aan het het Städel Museum in Frankfurt, precies op een moment dat de Goethecultus zich op een hoogtepunt bevond. Er was net een nieuw Duits keizerrijk gevormd en er werd gezocht naar grote mannen die het gezamenlijke verleden konden verlichten: Goethe en Schiller werden verheven tot een nationale status die hun betekenis als schrijver te boven ging. Tischbeins Goetheportret paste perfect in dat plaatje en als zodanig heeft het nog steeds een plaats in de Duitse cultuur die verder gaat dan de esthetische waarde van het werk als zodanig.